# Lacul Ciric II

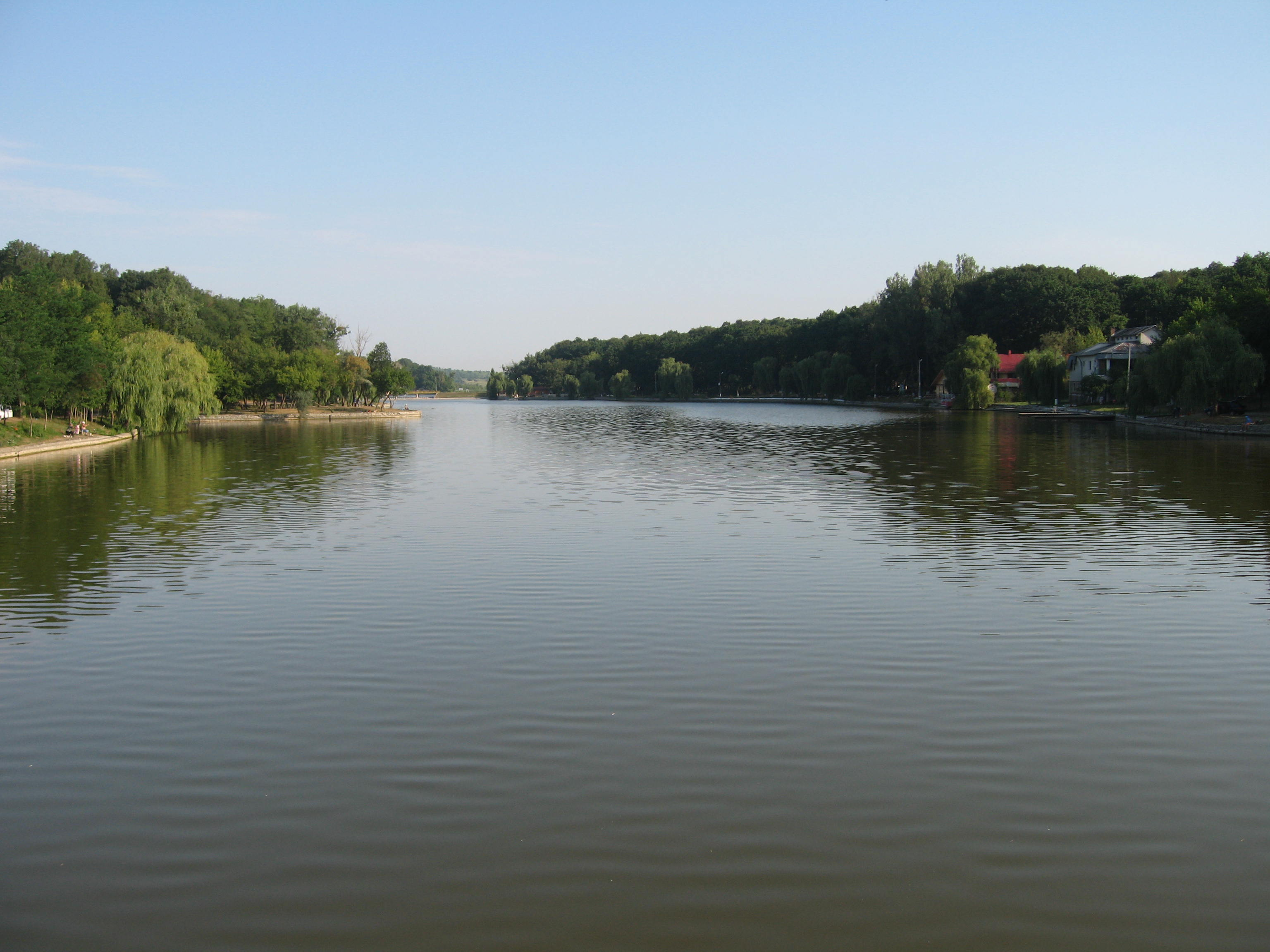
Lacul Ciric II

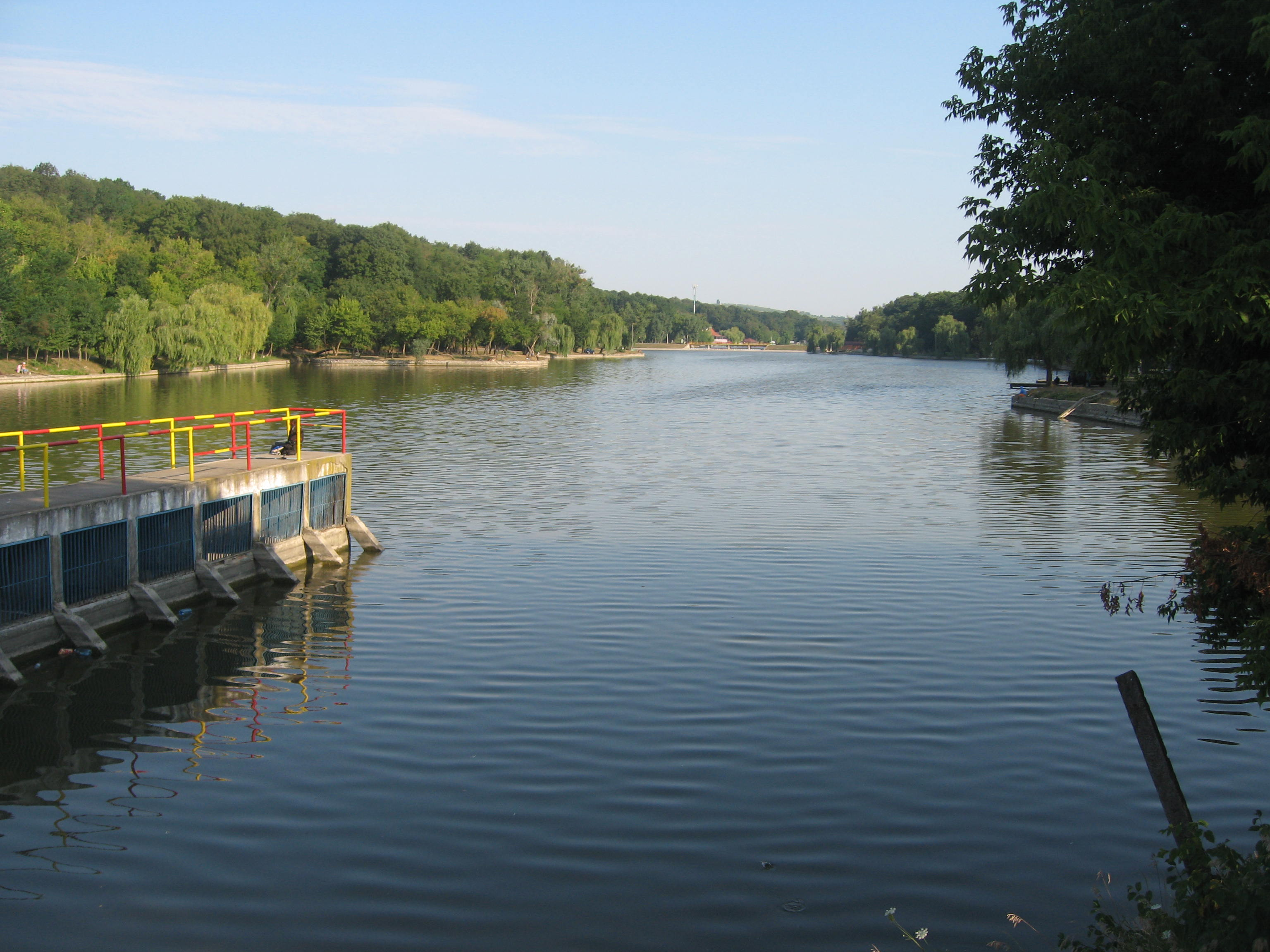
Lacul Ciric II

Lacul Ciric II este un lac de baraj artificial de luncă din Câmpia Moldovei, în partea de nord-est a municipiului Iași. Are o suprafață de circa 11,3 hectare și este construit pe Râul Ciric .
Pe lacul Ciric II este amenajat un centru de agrement. A fost construită o insulă artificială separată de mal de un canal peste care trece un pod de lemn arcuit. Pe canal pot circula hidrobiciclete și bărci.

## Fotogalerie

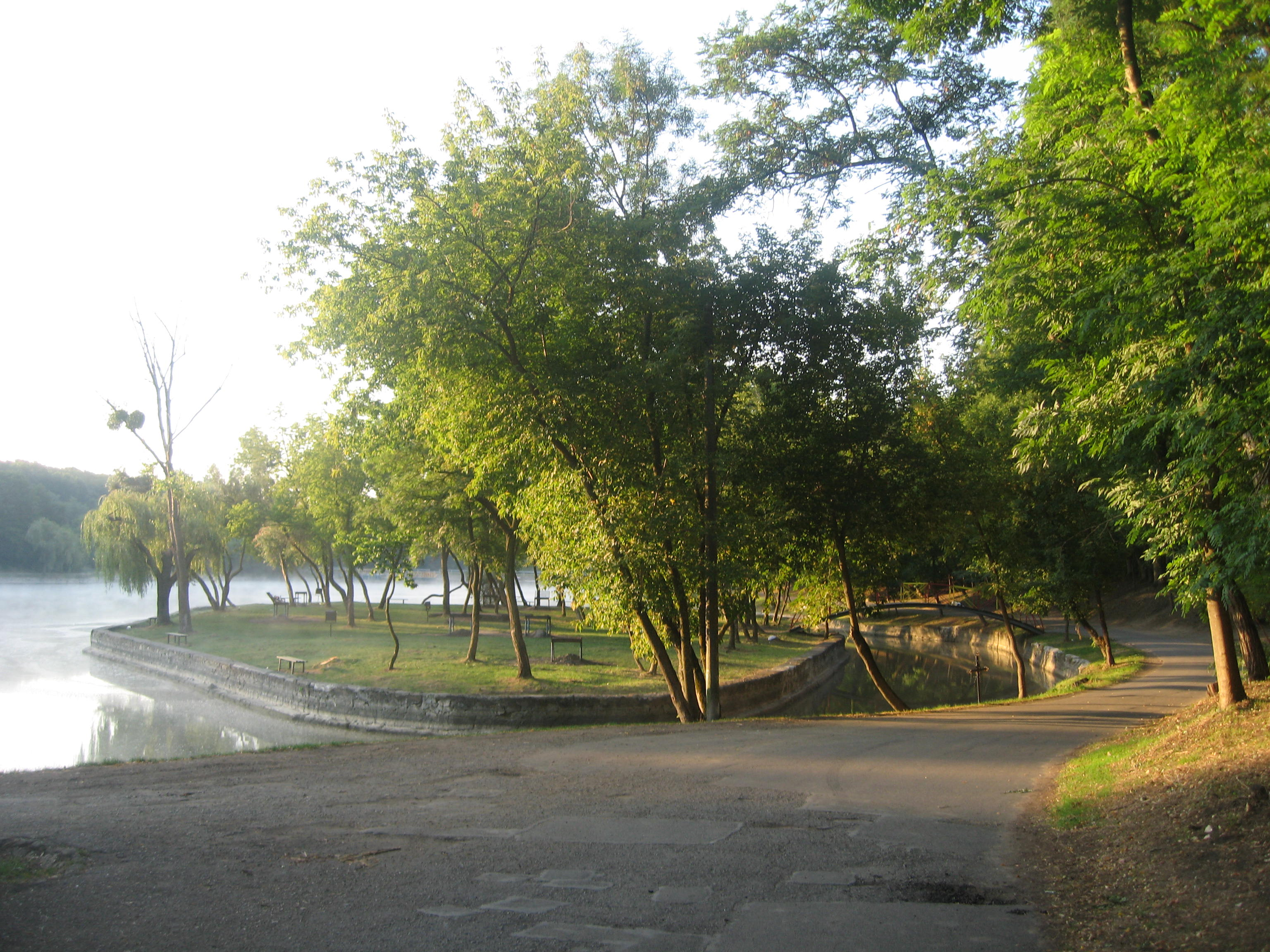
Insula artificială de pe Lacul Ciric II
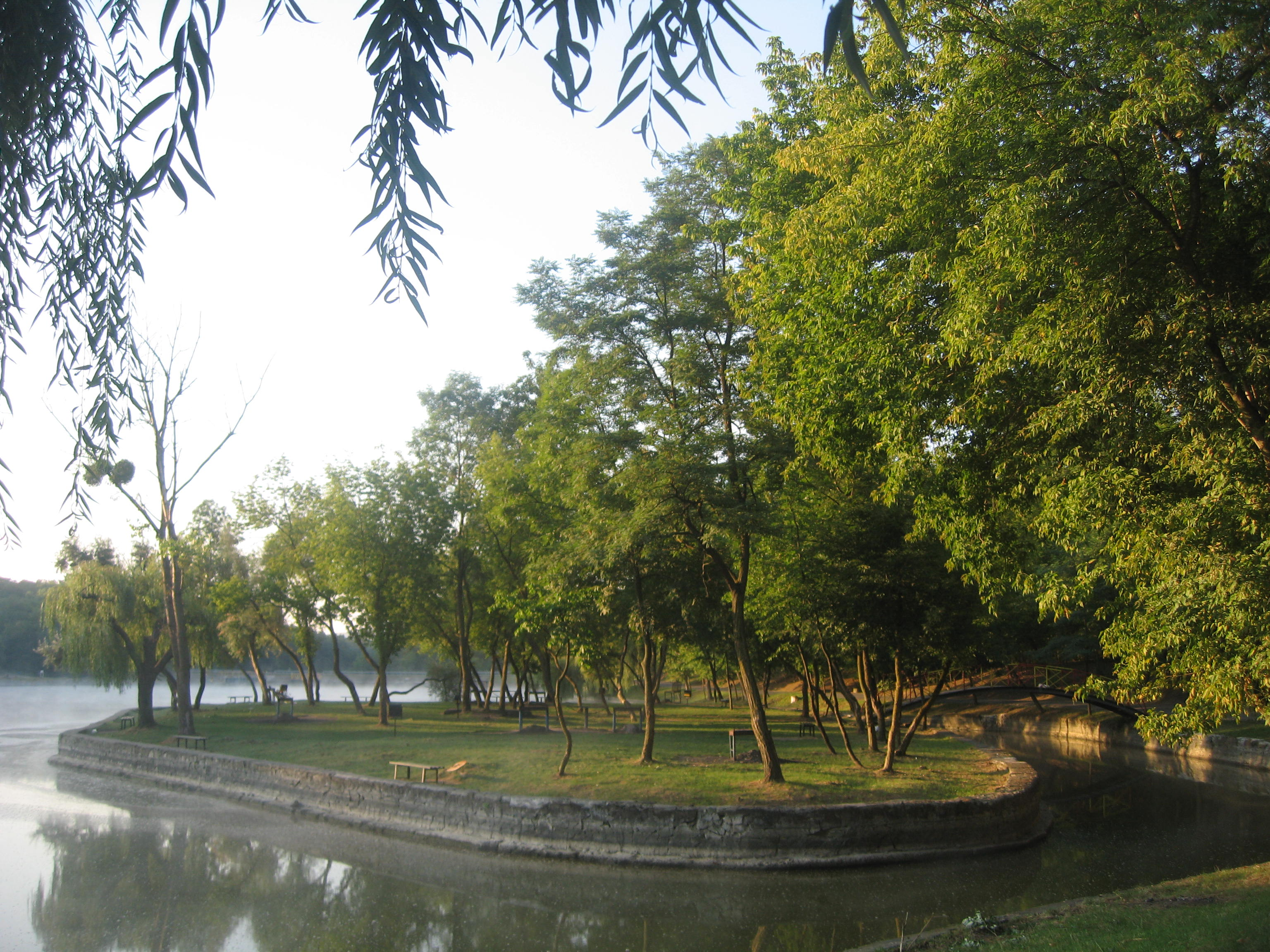
Insula artificială
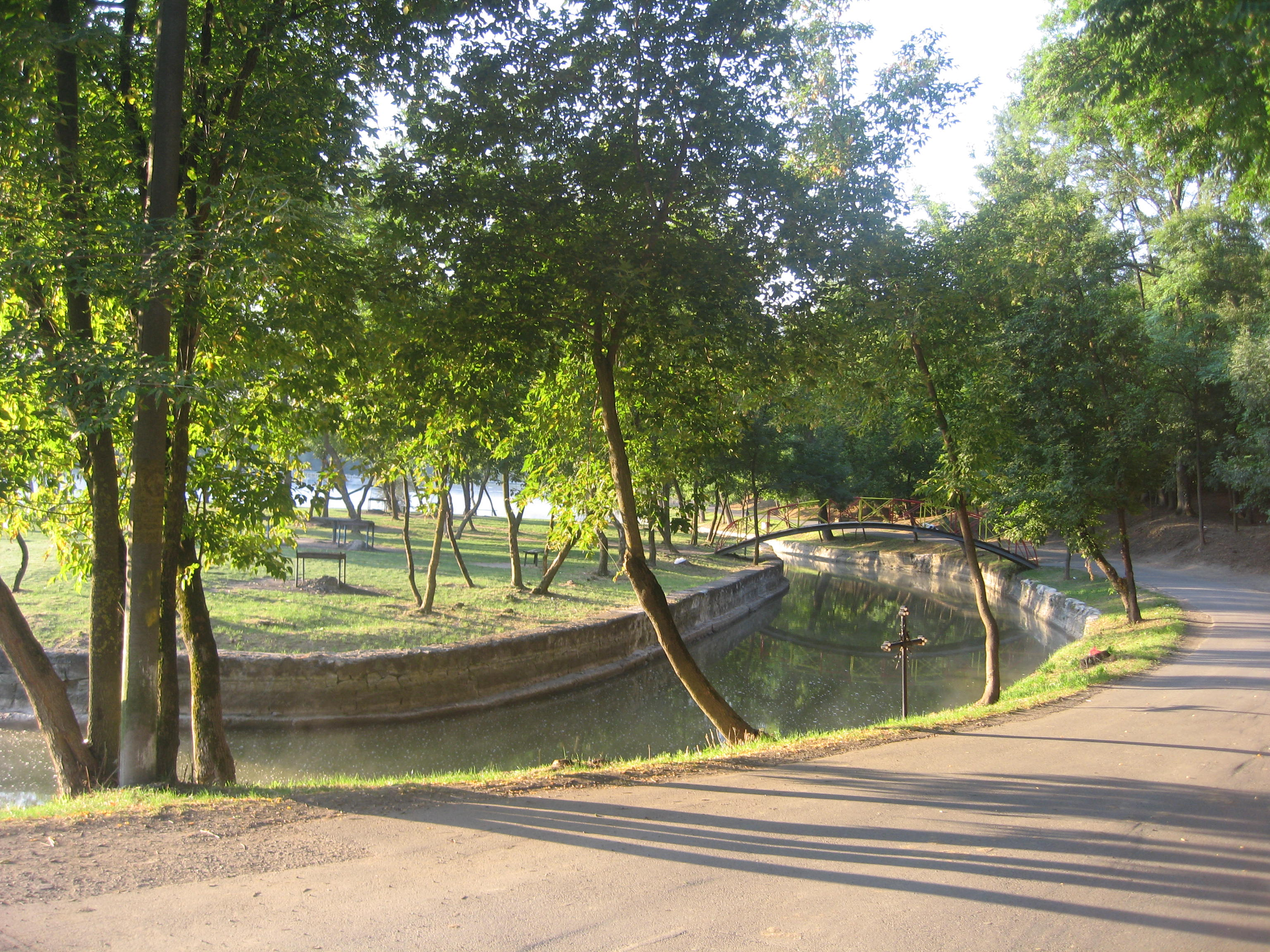
Canalul ce desparte insula de mal
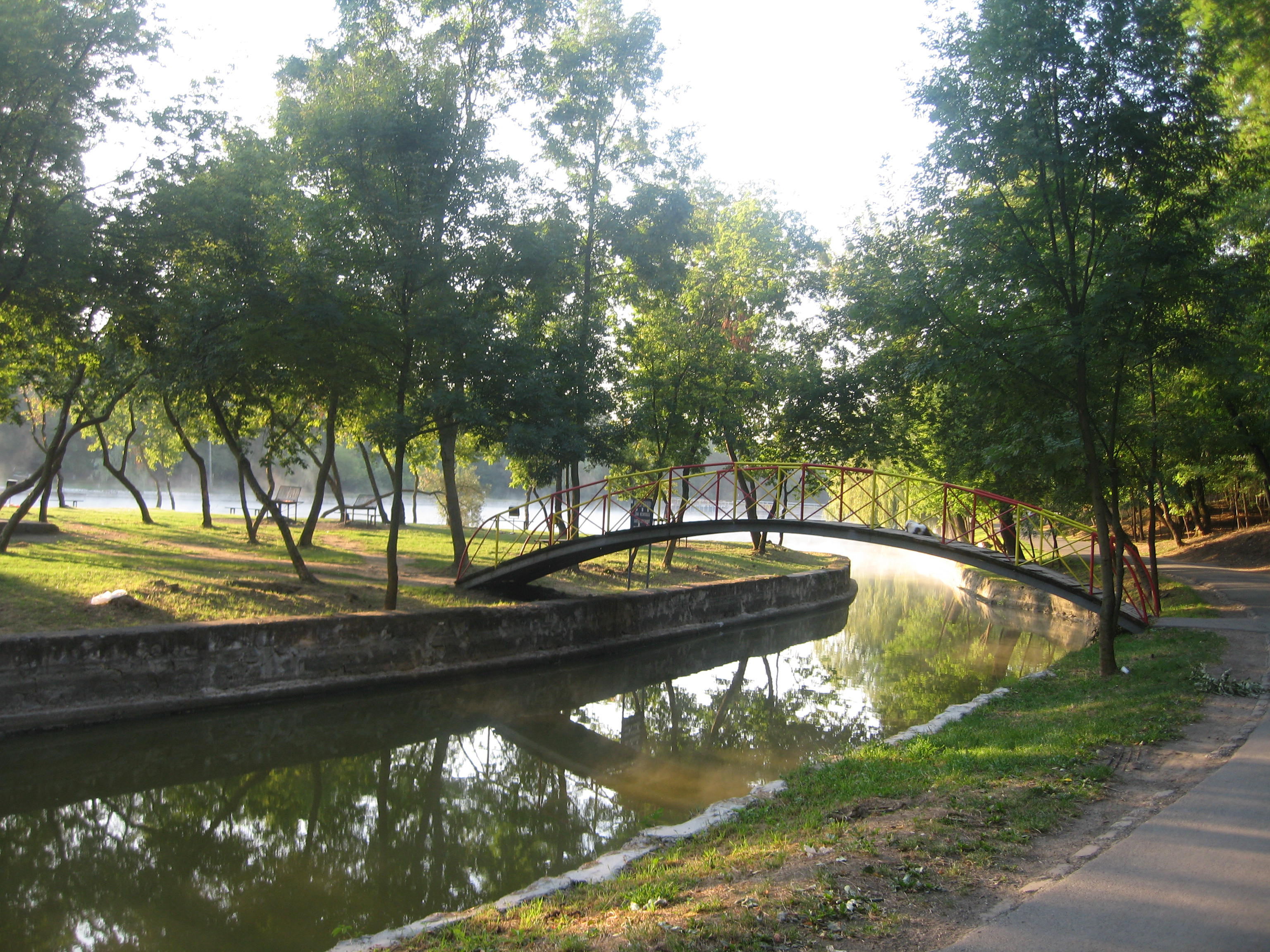
Canalul ce desparte insula de mal